# Smålands runinskrifter 77
Sm 77 är en vikingatida runsten av grå granit i Sävsjö Västergård i Sävsjö (f.d. Norra Ljunga socken) i Småland.
Runstenen är belägen på ett gravfält som omfattar nio fornlämningar. Dessa utgörs av 2 runda stensättningar, 6 resta stenar och denna runsten. De runda fyllda stensättningar är 5-6 m i diameter och 0,3 m höga och är övertorvade med i ytan synliga stenar. På den ena stensättningen finns en rest sten som är 1,55 m hög. På samma stensättning ligger det ytterligare en sten, 0,7 m hög. En stensättning är svårt skadad av grustäkt. De resta stenarna är 1,4-1,6 m höga. Runstenen (se 216) är 3 m höga, 1 m breda och 0,6 m tjock. Runristningen är på den södra sidan av stenen. Runorna är 14-17 cm höga och 2-4 mm djupa.

## Inskriften
Translitterering av runraden:
: urai : sati : stin : þonsi : eftiʀ : kuna : bruþur : sin : han : uaʀ tauþr : o : iklati
Normalisering till runsvenska:
Vrai satti stæin þannsi æftiʀ Gunna, broður sinn. Hann vaʀ dauðr a Ænglandi.
Översättning till nusvenska:
Vråe satte denna sten efter Günne, sin broder. Han dog i England.
En kvinna med namn Tova har rest stenen Sm 76 till minne av Vråe i Komstad. På Sm 76 står att Vråe var Håkon jarls stallare, som, enligt norska skriftliga källor, var en hög ämbetsman hus konungen och bland annat organiserade kungens resor. Sm 77 tillhör 1000-talets första decennier, är kanske uppförd strax efter Håkons död år 1029. 
Vråe är troligen ett karaktäriserande binamn bildat av adjektivet vrå — ogin, vresig, omedgörlig.  